# Minamoto no Kanemasa
Minamoto no Kanemasa est un nom japonais traditionnel ; le nom de famille (ou le nom d'école), Minamoto no, précède donc le prénom (ou le nom d'artiste).
Minamoto no Kanemasa (源兼昌)
est un poète et courtisan kuge japonais de la seconde moitié de l'époque de Heian. Son père est Minamoto no Kanesuke.
Il porte le titre de  jugoi puis se fait moine bouddhiste. Sa date de décès est inconnue mais il est encore vivant en 1128. Il participe à plusieurs utaawase (concours de waka en 1100, 1115, 1118 et 1119 et fréquente les cercles poétiques patronnés par l'retirado empereur Horikawa et par le naidaijin Fujiwara no Tadamichi. Par ailleurs, il organise un concours de waka en 1116.
Ses poèmes sont inclus dans différentes anthologies impériales comme le Kin'yō Wakashū, le Shika Wakashū, le Senzai Wakashū, le Senzai Wakashū et le Shinsenzai Wakashū. Il est également représenté dans l'anthologie Ogura Hyakunin Isshu (poème 78). 